# Parafia Niepokalanego Poczęcia Najświętszej Maryi Panny w Malczycach
Parafia Niepokalanego Poczęcia Najświętszej Maryi Panny w Malczycach – rzymskokatolicka parafia znajdująca się w dekanacie Środa Śląska, w archidiecezji wrocławskiej. Erygowana w 1915 roku. Od 2023 roku proboszczem parafii jest ks. Andrzej Olejnik. 

## Kościoły i kaplice
- Malczyce – kościół parafialny pw. Niepokalanego Poczęcia Najświętszej Maryi Panny
- Malczyce – kaplica cmentarna[1]

## Wspólnoty i Ruchy
Żywy Różaniec, Akcja Katolicka, Oaza, Eucharystyczny Ruch Młodych, Lektorzy, Ministranci.